# Parigi-Nizza 1976
La Parigi-Nizza 1976, trentaquattresima edizione della corsa, si svolse dal 7 al 14 marzo su un percorso di 1 205 km ripartiti in sette tappe (la sesta e la settima suddivise in due semitappe) più un cronoprologo. Fu vinta dal francese Michel Laurent che si impose in 31h42'23", davanti all'olandese Hennie Kuiper e allo spagnolo Luis Ocaña.

## Tappe
| Tappa  | Data     | Percorso                              | km    | Vincitore di tappa       | Leader cl. generale |
| ------ | -------- | ------------------------------------- | ----- | ------------------------ | ------------------- |
| Prol.  | 7 marzo  | Aulnay-sous-Bois (cron. individuale)  | 6,5   | Freddy Maertens          | Freddy Maertens     |
| 1ª     | 8 marzo  | Montargis > Montluçon                 | 228   | Jacques Esclassan        | Freddy Maertens     |
| 2ª     | 9 marzo  | Varennes-sur-Allier > Saint-Étienne   | 185   | Freddy Maertens          | Freddy Maertens     |
| 3ª     | 10 marzo | Saint-Étienne > Valence               | 129   | Freddy Maertens          | Freddy Maertens     |
| 4ª     | 11 marzo | Valence > Orange                      | 189   | Freddy Maertens          | Freddy Maertens     |
| 5ª     | 12 marzo | Orange > Gréoux-les-Bains             | 188   | Jean-Pierre Danguillaume | Hennie Kuiper       |
| 6ª-1ª  | 13 marzo | Gréoux-les-Bains > Les Arcs           | 96    | Freddy Maertens          | Hennie Kuiper       |
| 6ª-2ª  | 13 marzo | Les Arcs > Draguignan                 | 100   | Freddy Maertens          | Hennie Kuiper       |
| 7ª-1ª  | 14 marzo | Seillans > Nizza                      | 78    | Guy Sibille              | Hennie Kuiper       |
| 7ª-2ª  | 14 marzo | Nizza > Col d'Èze (cron. individuale) | 9,5   | Michel Laurent           | Michel Laurent      |
| Totale | Totale   | Totale                                | 1 205 |                          |                     |

## Dettagli delle tappe

### Prologo
- 7 marzo: Aulnay-sous-Bois > Aulnay-sous-Bois (cron. individuale) – 6 km

| Pos. | Corridore              | Squadra    | Tempo |
| ---- | ---------------------- | ---------- | ----- |
| 1    | Freddy Maertens        | Flandria   | 8'00" |
| 2    | Dietrich Thurau        | TI-Raleigh | a 2"  |
| 3    | Jean-Luc Vandenbroucke | Peugeot    | s.t.  |

| Pos. | Corridore       | Squadra  | Tempo |
| ---- | --------------- | -------- | ----- |
| 1    | Freddy Maertens | Flandria | 8'00" |

### 1ª tappa
- 8 marzo: Montargis > Montluçon – 228 km

| Pos. | Corridore         | Squadra    | Tempo    |
| ---- | ----------------- | ---------- | -------- |
| 1    | Jacques Esclassan | Peugeot    | 6h05'09" |
| 2    | Freddy Maertens   | Flandria   | s.t.     |
| 3    | Dietrich Thurau   | TI-Raleigh | s.t.     |

| Pos. | Corridore       | Squadra  | Tempo |
| ---- | --------------- | -------- | ----- |
| 1    | Freddy Maertens | Flandria |       |

### 2ª tappa
- 9 marzo: Varennes-sur-Allier > Saint-Étienne – 185 km

| Pos. | Corridore            | Squadra    | Tempo    |
| ---- | -------------------- | ---------- | -------- |
| 1    | Freddy Maertens      | Flandria   | 4h56'38" |
| 2    | Jan Raas             | TI-Raleigh | s.t.     |
| 3    | Jean-P. Danguillaume | Peugeot    | s.t.     |

| Pos. | Corridore       | Squadra  | Tempo |
| ---- | --------------- | -------- | ----- |
| 1    | Freddy Maertens | Flandria |       |

### 3ª tappa
- 10 marzo: Saint-Étienne > Valence – 129 km

| Pos. | Corridore         | Squadra  | Tempo    |
| ---- | ----------------- | -------- | -------- |
| 1    | Freddy Maertens   | Flandria | 3h05'55" |
| 2    | Wilfried Wesemael | Miko     | s.t.     |
| 3    | Régis Ovion       | Peugeot  | s.t.     |

| Pos. | Corridore       | Squadra  | Tempo |
| ---- | --------------- | -------- | ----- |
| 1    | Freddy Maertens | Flandria |       |

### 4ª tappa
- 11 marzo: Valence > Orange – 189 km

| Pos. | Corridore              | Squadra    | Tempo    |
| ---- | ---------------------- | ---------- | -------- |
| 1    | Freddy Maertens        | Flandria   | 4h51'31" |
| 2    | Dietrich Thurau        | TI-Raleigh | a 2"     |
| 3    | Jean-Luc Vandenbroucke | Peugeot    | s.t.     |

| Pos. | Corridore       | Squadra  | Tempo |
| ---- | --------------- | -------- | ----- |
| 1    | Freddy Maertens | Flandria |       |

### 5ª tappa
- 12 marzo: Orange > Gréoux-les-Bains – 188 km

| Pos. | Corridore            | Squadra  | Tempo    |
| ---- | -------------------- | -------- | -------- |
| 1    | Jean-P. Danguillaume | Peugeot  | 5h12'50" |
| 2    | Freddy Maertens      | Flandria | a 22"    |
| 3    | Joop Zoetemelk       | Gan      | s.t.     |

| Pos. | Corridore     | Squadra    | Tempo |
| ---- | ------------- | ---------- | ----- |
| 1    | Hennie Kuiper | TI-Raleigh |       |

### 6ª tappa - 1ª semitappa
- 13 marzo: Gréoux-les-Bains > Les Arcs – 96 km

| Pos. | Corridore                | Squadra   | Tempo    |
| ---- | ------------------------ | --------- | -------- |
| 1    | Freddy Maertens          | Flandria  | 2h20'03" |
| 2    | Luis Ocaña               | Super Ser | s.t.     |
| 3    | Enrique Martínez Heredia | KAS       | s.t.     |

| Pos. | Corridore     | Squadra    | Tempo |
| ---- | ------------- | ---------- | ----- |
| 1    | Hennie Kuiper | TI-Raleigh |       |

### 6ª tappa - 2ª semitappa
- 13 marzo: Les Arcs > Draguignan – 100 km

| Pos. | Corridore         | Squadra  | Tempo    |
| ---- | ----------------- | -------- | -------- |
| 1    | Freddy Maertens   | Flandria | 2h41'07" |
| 2    | Régis Ovion       | Peugeot  | s.t.     |
| 3    | Wilfried Wesemael | Miko     | s.t.     |

| Pos. | Corridore     | Squadra    | Tempo |
| ---- | ------------- | ---------- | ----- |
| 1    | Hennie Kuiper | TI-Raleigh |       |

### 7ª tappa - 1ª semitappa
- 14 marzo: Seillans > Nizza – 78 km

| Pos. | Corridore       | Squadra    | Tempo    |
| ---- | --------------- | ---------- | -------- |
| 1    | Guy Sibille     | Peugeot    | 1h53'05" |
| 2    | Dietrich Thurau | TI-Raleigh | a 1"     |
| 3    | Gerben Karstens | TI-Raleigh | a 1'15"  |

| Pos. | Corridore     | Squadra    | Tempo |
| ---- | ------------- | ---------- | ----- |
| 1    | Hennie Kuiper | TI-Raleigh |       |

### 7ª tappa - 2ª semitappa
- 14 marzo: Nizza > Col d'Èze (cron. individuale) – 9 km

| Pos. | Corridore        | Squadra    | Tempo  |
| ---- | ---------------- | ---------- | ------ |
| 1    | Michel Laurent   | Miko       | 20'51" |
| 2    | Bernard Vallet   | Gan        | a 17"  |
| 3    | Gerrie Knetemann | TI-Raleigh | a 19"  |

| Pos. | Corridore      | Squadra    | Tempo |
| ---- | -------------- | ---------- | ----- |
| 1    | Michel Laurent | Miko       |       |
| 2    | Hennie Kuiper  | TI-Raleigh |       |
| 3    | Luis Ocaña     | Super Ser  |       |

## Classifiche finali

### Classifica generale
| Pos. | Corridore      | Squadra                  | Tempo |
| ---- | -------------- | ------------------------ | ----- |
| 1    | Michel Laurent | Miko-De Gribaldy-Superia |       |
| 2    | Hennie Kuiper  | Ti-Raleigh-Campagnolo    |       |
| 3    | Luis Ocaña     | Super Ser                |       |